# Liga da Justiça: Torre de Babel
Torre de Babel (no original, Tower of Babel) é um arco de histórias em quadrinhos da Liga da Justiça, escrito por Mark Waid e desenhado por Howard Porter e Steve Scott. Foi originalmente publicado em JLA # 43-46, entre julho e outubro de 2000. 
O enredo gira em torno do vazamento de arquivos secretos elaborados para derrotar cada um dos membros da Liga. Estes dados acabam chegando a Ra’s Al Ghul, que descontente com a maneira que a humanidade lida com a natureza, planeja por em ação o plano de impossibilitar a comunicação oral e escrita no mundo.

## Resumo
Torre de Babel lida com as reações da comunidade super-humana aos arquivos compilados pelo Batman sobre as forças e fraquezas de seus aliados na Liga da Justiça, atitude equiparada a uma traição visto que a comunidade heróica desconhecia tais registros. Esses dados são roubados por Ra's Al Ghul, que os utiliza para derrotar a Liga através de um ataque coordenado para evitar que interfiram com o seu mais recente projeto.
A maior parte da equipe está temporariamente derrotada no início da história:
- Caçador de Marte é coberto com nanitas que convertem a camada externa de sua pele em magnésio, fazendo-o entrar em combustão em contato com o ar. Mais tarde, ele sobrevive, vestindo um terno hermético cheio de água fornecido pelo Aquaman, então espera até que as células de sua pele se restaurem para funcionar normalmente. Batman não previu esta estratégia, porque ele nunca esperou que J'onn J'onzz sobrevivesse tanto tempo à sua maior fraqueza.

- Aquaman torna-se hidrofóbico devido a uma forma alterada da toxina o medo produzida pelo Espantalho. Sem água, ele morreria em questão de horas. J'onn usa telepatia para gerar no rei atlante a ilusão de estar em um deserto quando, na verdade, está sendo hidratado em um tanque cheio de água, sendo que o marciano ajuda Aquaman a superar os efeitos da toxina quando ele recupera a consciência dentro do tanque.

- Homem-Borracha é congelado e despedaçado por um golpe de martelo desferido por um dos capangas de Ra's. Depois é remontado pelo Flash e a seguir se recupera.

- Lanterna Verde torna-se cego devido a um comando pós-hipnótico dado ao seu anel energético enquanto o usuário estava adormecido e o anel fora colocado em seu dedo sem que ele notasse. Como um artista, Kyle é incapaz de empregar o poder de seu anel sem a visão para orientá-lo. Superou a sugestão pós-hipnótica após a remoção temporária do anel e logo foi posto a par dos métodos por trás do ataque.

- Graças a um chip de realidade virtual inserto em seu ouvido, a Mulher-Maravilha é induzida a pensar que está em combate contra um oponente que ela não pode vencer e é seu igual em todos os sentidos, recusando-se, inclusive, a desistir mesmo que a batalha cause sua morte por ataque cardíaco. O chip é removido por sua equipe e ela se recupera.

- Um projétil vibratório especialmente concebido atinge o Flash na parte de trás do pescoço levando-o a sofrer convulsões na velocidade da luz antes que ele seja removido. Embora a agonia tenha durado apenas 22 minutos, a conexão de Wally com a força de aceleração fez parecer que o sofrimento se estendeu por meses a fio.

- A pele do Superman torna-se transparente após a exposição a um isótopo artificial de kryptonita vermelha desenvolvido por Batman a partir do fragmento verde. A pedra vermelha tinha como escopo imobilizar o Superman ou inutilizar seus poderes, visto que se fosse para matá-lo usariam a pedra verde. Como o organismo de Superman é alimentado por energia solar, a transparência de sua pele o levou a uma sobrecarga sensorial à medida que seus órgãos internos ficaram expostos à luz solar direta, sem a pele como filtro. Nesse estado ele pode ouvir conversas na Terra mesmo estando na lua.

Mesmo breve, o ataque incapacita a Liga da Justiça tempo suficiente para que Ra's Al Ghul implemente seus planos. Recuperarada, a LJA também tem que lidar com o ataque ao centro de linguagem do cérebro humano mediante uma frequência sonora que fez da escrita um embaralhado de letras e símbolos sem sentido.
Batman é o único membro da Liga não visado pelos ataques. Ao invés de confrontá-lo, Ra’s o distrai roubando os caixões e os corpos de Thomas e Martha Wayne. O Cavaleiro de Gotham empreende uma busca mundial para recuperar os corpos de seus pais e assim Batman não pode auxiliar a Liga no confronto com os servos de Ra’s. No momento em que Batman descobre quem estava por trás do roubo e dos ataques, Ra's ameaça ressuscitar os cadáveres lançando-os em um Poço de Lázaro, mas, apesar de ser momentaneamente tentado pela chance, o Batman rejeita a oferta para manter-se digno da memória de seus pais ao invés de traí-la. Mesmo sob impasse momentâneo o  plano de Ra's avança à segunda fase que consiste em embaralhar não só a palavra escrita, mas a palavra falada também.
Após se reagruparem e cuidarem de seus ferimentos, os membros da Liga são informados por Batman a respeito das ações de Ra's, mas não sem que ocorra um mal-estar entre ele e os demais devido ao seu papel na elaboração das armadilhas que quase os matou. Livre da kryptonita vermelha, Superman destrói a máquina que está causando o caos. Ra's revela que uma toxina mortal está prestes a ser lançada e provocará uma guerra entre duas nações já em conflito. Com Aquaman, Superman, Batman e J'onn ocupados na base de Ra's, Flash, Lanterna Verde, Homem-Borracha e Mulher-Maravilha são encarregados de impedir a liberação da toxina em pouco tempo.
Batman diz que seus planos eram de que uma medida cautelar que ele criou após a Sociedade Secreta dos Super Vilões trocar de corpo com a Liga da Justiça com o auxílio do tirano Agamenon anos antes (durante a Era de Prata), pois ao reconhecer os perigos de vilões ganharem o controle dos heróis, ele criou dispositivos de segurança caso a situação voltasse a ocorrer. A seguir a conduta de Batman é posta em votação com três votos pela expulsão (Mulher-Maravilha, Homem-Borracha e Aquaman) e três pela não-expulsão (Flash, Lanterna Verde e Caçador de Marte) cabendo ao Superman o voto de qualidade.
No entanto, Batman sai antes do veredicto, fato que não causa surpresa em Superman. Mais tarde o defensor de Gotham alegou saber como cada um de seus pares votaria. Foi revelado em JLA # 50, que Superman votou pela expulsão de Batman, alegando que a Liga deveria ter sido informada sobre as "medidas de contingência", pois saber que as mesmas existiam não as tornariam menos eficientes.
Em JLA Secret Files e Origins# 3, é revelado que Talia, filha de Ra's, foi quem realmente roubou os arquivos de Batman, em primeiro lugar ao invadir a Torre de Vigilância na lua e depois ao violar a Batcaverna. Esta edição traz uma visão surpreendente sobre o modo de pensar de Batman em sua forma de ver seus companheiros.
As questões levantadas pelas ações de Batman também causaram problemas para seus parceiros; Robin em particular, é tratado com desconfiança por parte dos seus companheiros na Justiça Jovem, com Superboy, Impulso, Moça-Maravilha e Flechete questionando Robin para saber se ele desenvolveu contramedidas semelhantes para detê-los, enquanto Segredo afirma sua fé em Robin e Imperatriz aponta que se as medidas cautelares de Batman viessem a público nas circunstâncias originalmente previstas as pessoas estariam elogiando sua atitude, já Li'l Lobo assegurou que ninguém poderia derrotá-lo e que se Robin tinha ou não arquivos a seu respeito isso era irrelevante.

## Em outras mídias
Embora não tenha sido diretamente adaptada para outras mídias alguns dos elementos da trama chegaram às telas.

### Liga da Justiça (desenho animado)
Em "Escrito nas Estrelas" é revelado que a Mulher-Gavião não chegou à Terra por acidente e nem é um oficial da lei, mas sim um tenente no exército de Thanagar enviado para examinar as defesas da terra contra uma invasão alienígena. Os thanagarianos capturam a Liga da Justiça e graças à missão de espionagem da Mulher-Gavião, cada um deles foi preso com o uso de um método que neutraliza seus dons:
- Mulher-Maravilha é amarrada a um biombo por seu Laço Dourado;
- Superman é exposto a lâmpadas solares vermelhas que drenam seus poderes;
- Flash é envolto em um campo gravitacional artificial que torna seus membros pesados demais para se mover;
- Batman e Lanterna Verde são privados dos seus equipamentos e algemados;
- Caçador de Marte foi aprisionado em um campo de energia que o tornou fraco demais para se mover e incapaz de empregar seus dons.

Depois de fugir e deter a invasão thanagariana, os membros da Liga deliberam sobre a permanência da Mulher-Gavião na equipe, cena que evoca o debate sobre a expulsão de Batman após os eventos de Torre de Babel.

### Justice League: Doom
Em Justice League: Doom (No Brasil: Liga da Justiça: A Legião do Mal), a ideia é a mesma, entretanto algumas mudanças foram criadas em relação à graphic novel Torre de Babel. A começar, temos o vilão principal. No filme, quem elabora o plano de destruição da Liga da Justiça é na verdade o imortal Vandal Savage, que com o auxilio do Mestre dos Espelhos invade a Batcaverna e rouba os dados secretos do Batman sobre seus companheiros usando um aparelho da LexCorp. 

## Reação da crítica
O IGN classificou Liga da Justiça: Torre de Babel na 14ª posição na lista das 25 melhores graphic novels do Batman, dizendo que "a história examina de modo convincente as profundezas da paranóia do Batman, mas também desperta admiração por sua premeditação".

## Publicação no Brasil
A primeira publicação no Brasil ocorreu na revista mensal Superman #17, de dezembro de 2001, pela Editora Abril. O arco foi republicado integralmente no quarto volume da Coleção DC Comics de Graphic Novels.